# 阿諾德·愛德華·歐特曼

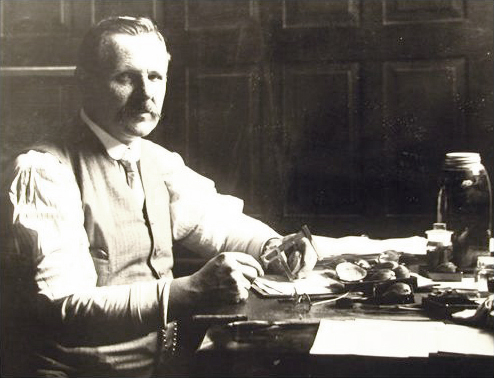
阿諾德·愛德華·歐特曼

阿諾德·愛德華·歐特曼（英語：Arnold Edward Ortmann，1863年4月8日—1927年1月3日）是一名美國博物學家和動物學家，專門研究軟體動物學。

## 生平
奧特曼於1863年4月8日出生於普魯士馬德堡。他是恩斯特·海克爾的學生，1885年從耶拿大學畢業並獲得博士學位；他還曾在基爾大學和斯特拉斯堡大學學習。從1886年起，他在斯特拉斯堡大學任教。1890/91年，他與海克爾一起參加了對尚吉巴的考察。三年後，他移居美國，在普林斯頓大學擔任無脊椎古生物學系館長。1897年，他獲選為美國哲學學會會員。1899年，他參加皮爾里救援探險隊，一年後加入美國國籍。
1903年，他移居匹茲堡。他成為卡內基自然史博物館無脊椎動物學館長，1910年起擔任匹茲堡大學自然地理學教授，並於1911年獲得理學博士學位。1927年1月3日，他在匹茲堡去世，享年63歲。

## 研究工作
歐特曼對淡水無孔貽貝和甲殼動物進行了深入的分類學研究，特別關注物種的地理分佈，這為他奠定了基礎，甚至在今天也是有效的。1920年，他提出了「歐特曼河流位置定律」，即一個種類的貽貝會因個體生活在河流系統的不同位置而呈現出不同的外觀：
在研究俄亥俄河上游的奈阿德貝殼時，我突然意識到一個事實：某些棲息在上游和較小溪流中的貝類，在較大的溪流中有不同但非常相似的形態，它們之間的差異主要在於一個特徵，即肥胖。水源地的形態比較扁平，而大河的形態則比較凸起和膨脹。我還發現，在中等大小的河流中，這兩種極端形態之間實際上存在著交錯。
——A·E·歐特曼（1920年）
這項發現極大地簡化了軟體動物的分類，因為先前研究人員經常將這種不同的形態類型歸入不同的物種。